# UFC 181
UFC 181: Hendricks vs. Lawler 2（ユーエフシー・ワンエイティワン：ヘンドリックス・バーサス・ローラー・ツー）は、アメリカ合衆国の総合格闘技団体「UFC」の大会の一つ。2014年12月6日、ネバダ州ラスベガスのマンダレイ・ベイ・イベント・センターで開催された。

## 大会概要
本大会ではUFC世界ウェルター級タイトルマッチとUFC世界ライト級タイトルマッチが組まれた。

### カード変更
負傷などによるカードの変更は以下の通り。
- ホリー・ホルム → アシュリー・エヴァンス・スミス（第3試合）

- ジョナサン・ウィルソン → ジャスティン・ジョーンズ（第4試合）

- クリス・ワイドマン vs. ビクトー・ベウフォート → ワイドマンの負傷により中止

- ジャン・ヴィランテ vs. コーリー・アンダーソン → ヴィランテの負傷により中止

## 試合結果

### アーリープレリム
第1試合 フェザー級ワンマッチ 5分3R
○  クレイ・コラード vs.  アレックス・ホワイト ×
3R終了 判定3-0（29-28、29-28、29-28）
第2試合 バンタム級ワンマッチ 5分3R
○  セルジオ・ペティス vs.  マット・ホーバー ×
3R終了 判定3-0（29-28、29-28、30-27）

### プレリミナリーカード
第3試合 女子バンタム級ワンマッチ 5分3R
○  ラケル・ペニントン vs.  アシュリー・エヴァンス・スミス ×
1R 4:59 TKO（ブルドッグチョーク）
第4試合 ライトヘビー級ワンマッチ 5分3R
○  コーリー・アンダーソン vs.  ジャスティン・ジョーンズ ×
3R終了 判定3-0（30-27、30-27、30-26）
第5試合 ミドル級ワンマッチ 5分3R
○  ジョシュ・サマン vs.  エディ・ゴードン ×
2R 3:08 KO（左ハイキック）
第6試合 バンタム級ワンマッチ 5分3R
○  ユライア・フェイバー vs.  フランシスコ・リベラ ×
2R 1:34 ブルドッグチョーク

### メインカード
第7試合 ライト級ワンマッチ 5分3R
○  トニー・ファーガソン vs.  アベル・トルヒーヨ ×
2R 4:19 リアネイキドチョーク
第8試合 ヘビー級ワンマッチ 5分3R
○  トッド・ダフィー vs.  アンソニー・ハミルトン ×
1R 0:33 KO（右フック）
第9試合 ヘビー級ワンマッチ 5分3R
○  トラヴィス・ブラウン vs.  ブレンダン・シャウブ ×
1R 4:50 TKO（パウンド）
第10試合 UFC世界ライト級タイトルマッチ 5分5R
○  アンソニー・ペティス vs.  ギルバート・メレンデス ×
2R 1:53 ギロチンチョーク
※ペティスが初防衛に成功。
第11試合 UFC世界ウェルター級タイトルマッチ 5分5R
○  ロビー・ローラー vs.  ジョニー・ヘンドリックス ×
5R終了 判定2-1（48-47、47-48、49-46）
※ローラーが王座獲得に成功。

### 各賞
ファイト・オブ・ザ・ナイト： セルジオ・ペティス vs. マット・ホーバー
パフォーマンス・オブ・ザ・ナイト： アンソニー・ペティス、ジョシュ・サマン
各選手にはボーナスとして5万ドルが支給された。